# 张淼 (时代周报雇员)
张淼，北京人。曾是德国《时代周报》在中国的一名记者助理。
张淼擁有欧盟居留许可，2012年10月回到北京，开始在《时代周报》（Die Zeit)北京代表处工作。
2014年香港雨伞运动期间，當時身為助手的张淼，與現為时代周报前駐北京记者的安吉拉·科克里茨（Angela Köckritz）一起前往当地进行报道。10月1日，张淼因為先行返回北京。次日，几名内地艺术家准备在宋庄艺术区举办一场声援香港雨伞运动的诗歌朗诵会。在活动即将举办之际，有关部门到场拘捕了准备参加朗诵会的艺术家和BBC记者。张淼随后在去诗歌朗诵会的路上被盘问逮捕。
张淼事件发生后，德国驻北京大使馆就张淼事件跟中国当局进行接触。《时代周刊》发行人之一、德国前总理施密特也进行了历时数周的斡旋努力，希望促成张淼获释，但毫无作用。
张淼被单独监视居住一个月时间，遭受酷刑剥夺睡眠三天四夜。后被关押在通州看守所，被胁迫写下悔过书，称：“终于认识到中国人权比美国好五倍”。
张淼在看守所关押9个多月后，2015年7月9日，北京市通州区检察院通知张淼的代理律师周世锋（北京锋锐律师事务所），对张淼“涉嫌从事寻衅滋事活动”一案做出不予起诉的决定。当晚在宋庄和众多友人、周世锋律师、锋锐所工作人员庆祝，留宿宋庄7天连锁酒店。第二天7月10日早上7点钟，张淼的代理律师周世锋就被安全部人员以蒙头方式带走。709案正式爆发。北京、天津、黑龙江、山东、福建等各地公安查封了锋锐所，抓捕了王全璋、黄力群、谢远东、李姝云、刘四新、谢燕益、李和平，还有公民包龙军、王方、高月、赵威、宗教人士胡石根以及广州律师隋牧青、湖南律师谢阳、广西律师陈泰和。在此之前已被抓的还有北京律师刘建军、公民吴淦、翟岩民等20人。